# Наказано взяти живим
«Наказано взяти живим» (рос. «Приказано взять живым») — радянський художній фільм 1984 року, знятий на Кіностудії ім. М. Горького.

## Сюжет
Сюжет фільму розгортається на Південному кордоні Радянського Союзу. Старший лейтенант Астахов, який нещодавно одружився, призначений начальником прикордонної застави, на якій колись загинув його батько. Та й в прикордонній смузі знаходиться особливо секретний об'єкт, який потрапив в поле зору іноземної розвідки…

## У ролях
- Олександр Аржиловський —  Олексій Володимирович Астахов, начальник застави, старший лейтенант
- Костянтин Степанков —  Костянтин Петрович Гуров, комендант ділянки, підполковник
- Михайло Пуговкін —  Михайло Іванович Рябоконь, старшина застави
- Олександра Яковлєва —  Саша (Олександра Євгенівна) Астахова
- Віра Васильєва —  Віра Кузьмівна Рябоконь, фельдшер
- Віктор Незнанов —  Віктор Єгоров, замполіт, лейтенант, закоханий в Софіко Долідзе
- Ія Нінідзе —  Софіко Долідзе, директор селищної школи
- Арніс Ліцитіс —  Олав, «Капітан Воронін», диверсант на дельтаплані
- Олександр Яковлєв —  Ченцов, прикордонник-кінолог з собакою Діком
- Галина Орлова —  Орлова
- Леонард Саркісов —  Спиридон Долідзе
- Трістан Саралідзе —  Ушангі
- Артем Карапетян —  закадровий переклад

## Знімальна група
- Директор: Роман Конбрант
- Сценаристи:  Олександр Антокольський
- Режисер:  Віктор Живолуб
- Оператор:  Михайло Якович
- Художник-постановник: Володимир Душин
- Композитор:  Євген Крилатов
- Текст пісень:  Ігор Шаферан
- Звукорежисер: Борис Голєв
- Монтаж: Римма Цегельницька